# Foire du Livre de Bruxelles
De Foire du Livre de Bruxelles is een jaarlijks boekenbeurs in februari of maart in de gebouwen van Tour & Taxis (sinds 2005) in Brussel. Voorheen gebeurde dit in het inmiddels afgebroken Brusselse Rogiercentrum, tussen het Rogierplein en het Noordstation. De editie 2009 (5-9 maart) was de 39ste editie; de 40ste editie vond plaats van 4 tot en met 8 maart 2010.
Er zijn stands van uitgevers en enkele andere soorten organisaties (openbare bibliotheken, het ministerie van de Franse gemeenschap, de RTBF, Amnesty International, universiteiten), er is een programma met debatten en lezingen, en tentoonstellingen. Volgens het persdossier 2009 trekt de beurs 70.000 bezoekers aan.

## Thema's
De beurs heeft elk jaar een specifiek thema. De thema's sinds 1998:
- 1998: Le Livre et ses métamorphoses
- 1999: Libre comme Livre
- 2000: Vision du Futur
- 2001: Imaginaires en Europe
- 2002: Métissage en Europe
- 2003: Nomade
- 2004: Dialogues Inattendus
- 2005: Sous le signe de l'Aventure
- 2006: La Passion
- 2007: Voyage d'Europe
- 2008: Les mots en colère
- 2009: Crises et création
- 2010: L'échappée numérique
- 2011: Le Monde appartient aux femmes
- 2012: Sex, Books & Rock'n'Roll
- 2013: Écrits meurtriers
- 2014: L'Histoire avec sa grande hache
- 2015: Les liaisons dangereuses
- 2016: Le bonheur est à la page
- 2017: (Ré)enchanter le monde
- 2018: Sur la route
- 2019: Nos futurs
- 2020: Livre ensemble